# Jardin des fleurs d'Ispahan
Le jardin des fleurs d'Ispahan (en persan : باغ گل‌های اصفهان / Bâġ-e Gol-hâ-ye Eṣfahân) est un jardin ouvert au public, situé à Ispahan, en Iran.